# Lavr Kornílov
Lavr Gueórguievich Kornílov (en ruso: Лавр Гео́ргиевич Корни́лов; 19 de agostojul./ 31 de agosto de 1870greg. - 13 de abril de 1918) fue un general del ejército imperial ruso, comandante en jefe del mismo en 1917, más conocido por el intento de golpe de Estado al Gobierno provisional de Aleksandr Kérensky, durante la Revolución Rusa de 1917.

## Biografía

### Orígenes
Nacido en 1870 en Ust-Kamenogorsk, stanitsa Karkaralínskaya (станица Каркаралинская), en el seno de una familia cosaca de Semirechie, su padre fue oficial de los mismos —ascendido honoríficamente en su retiro, tras veinticinco años de servicio—, su madre era buriata. El matrimonio tuvo cinco hijos, de los que Lavr fue el más destacado en sus estudios primarios. Kornílov recibió una educación estrictamente militar ingresando, a diferencia de su padre, no en los cosacos, sino en el Ejército regular. Gracias a la situación de su padre como oficial retirado, pudo recibir enseñanza secundaria gratuita en la escuela siberiana de cadetes, de donde se licenció con distinción. Más tarde pasó a la Academia de Artillería para oficiales Mijáilovskoie de donde se licenció a su vez en 1892; ingresó entonces como oficial en la brigada de artillería de Turquestán. En 1895 ingresó en la academia del Estado Mayor ruso en la capital, San Petersburgo, donde obtuvo la medalla de oro menor tres años más tarde. Tras un breve servicio en el distrito militar de Varsovia, regresó al Turquestán.
Durante 1890 y 1904, lideró varias expediciones en Xinjiang, Afganistán e Irán y adquirió conocimientos en diversos idiomas centroasiáticos. Tras licenciarse en la academia del Estado Mayor viajó ampliamente por la región como oficial de espionaje. Publicó varios artículos sobre Persia, India y Beluchistán y, en 1901, un libro titulado Kaskaria y el Turquestán Oriental. A finales de 1904, era jefe del Estado Mayor de la 1.ª Brigada de Fusileros y había sido nombrado caballero de cuarta clase de la Orden de San Jorge. Tras servir después de la guerra en Turquestán, el Cáucaso y Rusia Occidental, en 1907 fue nombrado agregado militar en la embajada rusa en China, puesto que ocupó hasta 1911. Durante su periodo en China, realizó diversas expediciones por el país.
Entre 1911 y 1913, ascendió al rango de coronel y dirigió sucesivamente el 8.º Regimiento estonio, el destacamento del transamur y la 9.ª División de Fusileros Siberianos.

### Primera Guerra Mundial
Ascendió rápidamente a comienzos de la Primera Guerra Mundial, dirigiendo una división de infantería al comienzo de la contienda, la 49.ª, para pasar más tarde a mandar la 48.ª. En 1915 ascendió a general de división. Su origen plebeyo era inusual entre los generales rusos, provenientes en su mayoría de la aristocracia, lo que más tarde, durante la revolución, le ayudó a crear su imagen de héroe nacional. Su superior Alekséi Brusílov lo describió como valiente e impetuoso, querido por sus tropas, pero inclinado a la desobediencia.
En abril de 1915, tras tomar parte en la punta de lanza del avance ruso en los Cárpatos, su unidad fue prácticamente aniquilada por los austrohúngaros en el Asedio de Przemyśl tras desobedecer la orden de Brusílov de retirar su unidad y él fue herido, capturado e internado en un campo de oficiales alemán. Durante su cautiverio se mostró hostil a los dirigentes de la Duma que se oponían al gobierno zarista. Se fugó en 1916 y regresó a pie a Rusia, esta acción, muy aireada por la propaganda de la Triple Entente, le dio un halo heroico en Rusia y contribuyó a que se lo nombrase comandante de un cuerpo de ejército, el 25.º. Este contaba con abundantes reclutas del Asia central y los conocimientos de idiomas de la región y su fama lo hicieron popular entre las tropas.
Aparte de su fuga, que la prensa rusa utilizó en un momento de escasos triunfos militares, su carrera no era distinguida, pero gracias a la publicidad se forjó fama de figura con autoridad.

### El periodo revolucionario

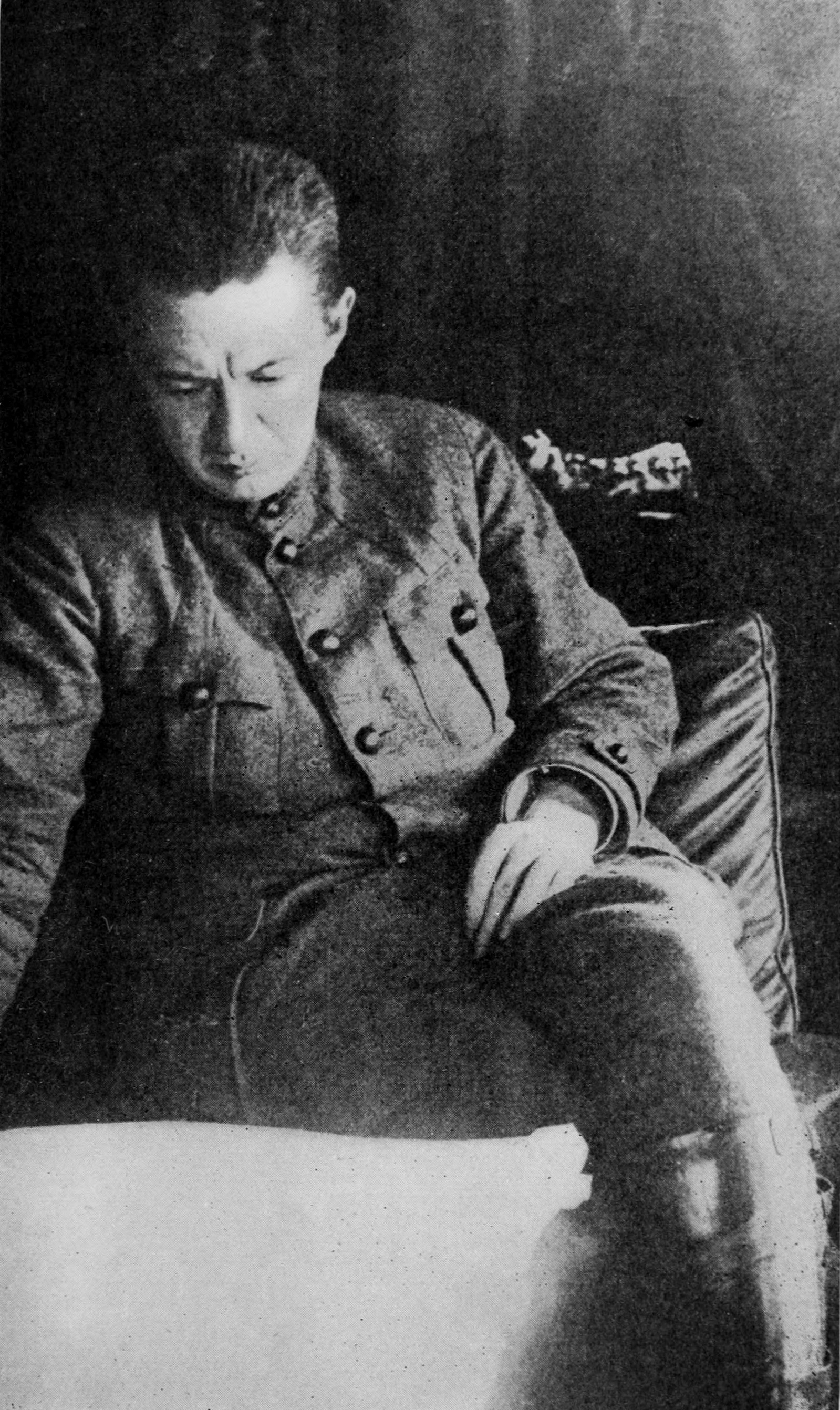
Aleksandr Kérenski, ministro de Defensa y más tarde primer ministro del Gobierno Provisional Ruso, negoció con Kornílov la restauración de la disciplina militar y la formación de un nuevo Gobierno autoritario, pero acabó denunciándolo cuando entendió que la acción lo apartaría del poder.

Le fue concedido el mando del Distrito Militar de Petrogrado tras la Revolución de Febrero, el 17 de febrerojul./ 2 de marzo de 1917greg.. Recibió para ello el respaldo de importantes figuras políticas, como Aleksandr Guchkov o Mijaíl Rodzianko. Dimitió durante las protestas de abril que forzaron la dimisión de Pável Miliukov como ministro de Exteriores, incapaz de imponer su voluntad al Sóviet de Petrogrado, habiendo ordenado a sus tropas disparar contra los manifestantes, suceso que no se produjo gracias a la intervención del Sóviet. Consideraba que el Sóviet había permitido la desaparición de la disciplina en las fuerzas armadas y se propuso detener lo que consideraba la desintegración de las mismas. Kornílov dimitió de su cargo en la ciudad y partió al frente suroccidental, cada vez más hostil a los soviets y al Gobierno provisional.
Tras su dimisión siguió contando con el respaldo del ministro de Guerra, Aleksandr Guchkov, que trató de lograr su nombramiento como comandante del frente del norte, sin éxito. Varios grupos de derecha lo consideraban desde sus desavenencias con el Sóviet el adalid del orden y de los que se oponían a lo que consideraban interferencias del mismo en asuntos militares y su influencia general sobre el gobierno.
El 25 de abriljul./ 8 de mayo de 1917greg. fue nombrado comandante del 8.º Ejército, destacado en el suroeste. A pesar de su fracaso en convencer a las tropas a su mando de tomar la ofensiva, logró restaurar cierto orden en las unidades gracias a medidas draconianas, que impresionaron al comisario asignado a este ejército, el socialrevolucionario Borís Sávinkov. Durante la Ofensiva de Kérenski de julio, sus tropas fueron de las pocas en distinguirse en el ataque, y solicitó al Gobierno la restauración de la pena de muerte y de los tribunales militares en el frente. El Gobierno rechazó la petición y comenzaron los desacuerdos entre Kornílov y Kérenski sobre la restauración de la disciplina en el Ejército. En la ofensiva, los escasos avances del ejército al mando de Kornílov le granjearon aún mayores simpatías entre la derecha, por contraste con las mayores derrotas en otras partes del frente.
El 7 de juliojul./ 20 de julio de 1917greg., al día siguiente del comienzo de la contraofensiva austrohúngara, pasó a mandar todo el frente suroeste desde Berdýchiv. El 8 de juliojul./ 21 de julio de 1917greg., ordenó a sus subordinados disparar contra las unidades que abandonasen sus posiciones sin órdenes para ello. Se ganó así fama de estricto y capaz de actuar independientemente del Gobierno. El 12 de juliojul./ 25 de julio de 1917greg., el Gobierno provisional aceptaba la restauración de la pena de muerte en el frente para algunos delitos hasta el final de la contienda.
El 19 de juliojul./ 1 de agosto de 1917greg. fue nombrado comandante en jefe de las fuerzas armadas por el Gobierno provisional, sustituyendo a Brusílov. Kornílov impuso duras condiciones al Gobierno para aceptar el cargo que, en cierta interpretación, podían darle total independencia respecto de la autoridad gubernamental.

### Comandante en jefe e intento de golpe de Estado

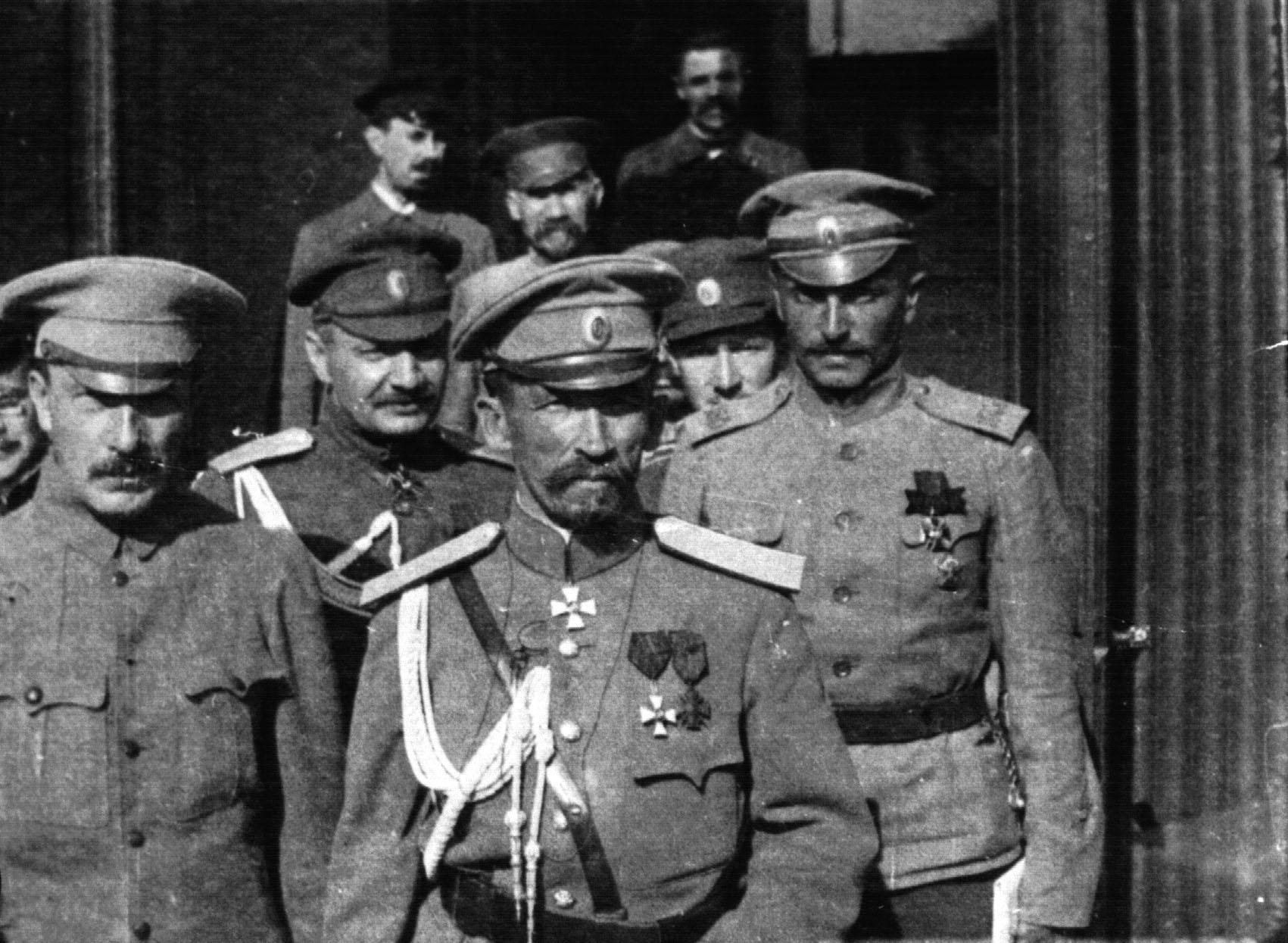
Kornílov con sus edecanes. A la izquierda, el comisario adjunto a su unidad y más tarde viceministro de Defensa, Borís Sávinkov.

A pesar de su aparente cambio de actitud ante las autoridades revolucionarias, Kornílov siguió siendo un oficial a la antigua, interesado principalmente en restaurar el poder del Ejército e incapaz de entender las diferencias entre los distintos partidos políticos rusos y sus posturas en la política nacional. Su postura política era primitiva. El general Alekséyev lo describió como un corazón de león, un cerebro de oveja. La mayoría de sus declaraciones políticas fueron escritas en realidad por el viceministro de Defensa del Gobierno provisional, Borís Sávinkov.
Su actitud de mano dura se ganó las simpatías de los conservadores, mientras su figura se convertía en el paradigma de la represión y la contrarrevolución entre soldados y trabajadores.
El general Kornílov decidió intervenir en la caótica situación de Rusia porque, al igual que la clase media de la época, creía que el constante deterioro de la nación la convertiría en una anarquía y que una derrota militar sería desastrosa para el orgullo y honor rusos. Creyendo al comienzo que podría aplicar sus reformas con el respaldo del Gobierno dirigido por Kérenski, las sucesivas disputas con este durante el agosto de 1917 lo convencieron de que habría de hacerlo a su pesar. Lenin y sus espías alemanes, dijo Kornílov, deben ser ejecutados, los sóviets erradicados, la disciplina militar restaurada y el Gobierno provisional reestructurado. 
Recién nombrado comandante en jefe, presentó al Gobierno un plan de reforma el 21 de juliojul./ 3 de agosto de 1917greg.:
- Restauración de la pena de muerte en la zona del frente.
- Devolución de la autoridad a los oficiales y restricción del poder de los comisarios.
- Arresto y juicio sumarísimo a aquellos considerados culpables de agitación en el frente.
- Prohibición de las asambleas de soldados en el frente.
- Censura de los diarios distribuidos entre las tropas.
- Disolución de las unidades más revolucionarias.

Considerado aceptable en principio por el gobierno, fue reformado para irritar menos al Sóviet de Petrogrado. Desde el 22 de juniojul./ 5 de julio de 1917greg. este y los elementos más izquierdistas habían comenzado una campaña para lograr su cese. Organizaciones de derecha, por el contrario, comenzaron una campaña de respaldo al general. Tras las continuas negociaciones entre el general y el gobierno para aplicar su plan de reformas, la sospecha de Kérenski de que el golpe del general llevaría a su destitución, lo denunció como golpista el 28 de agostojul./ 10 de septiembre de 1917greg., forzando el pronunciamiento de Kornílov, que se negó a ser relevado.
Kornílov realizó un llamamiento a todos los rusos para “salvar sus tierras” y ordenó a sus tropas avanzar hacia Petrogrado, como había acordado inicialmente con miembros del gobierno, pero ahora contra este. Desconociendo el número de tropas enemigas, Kérenski (presidente del Gobierno Provisional) se vio obligado a pedir ayuda de todas partes, incluyendo la Guardia Roja bolchevique.

### Ejército de Voluntarios y muerte

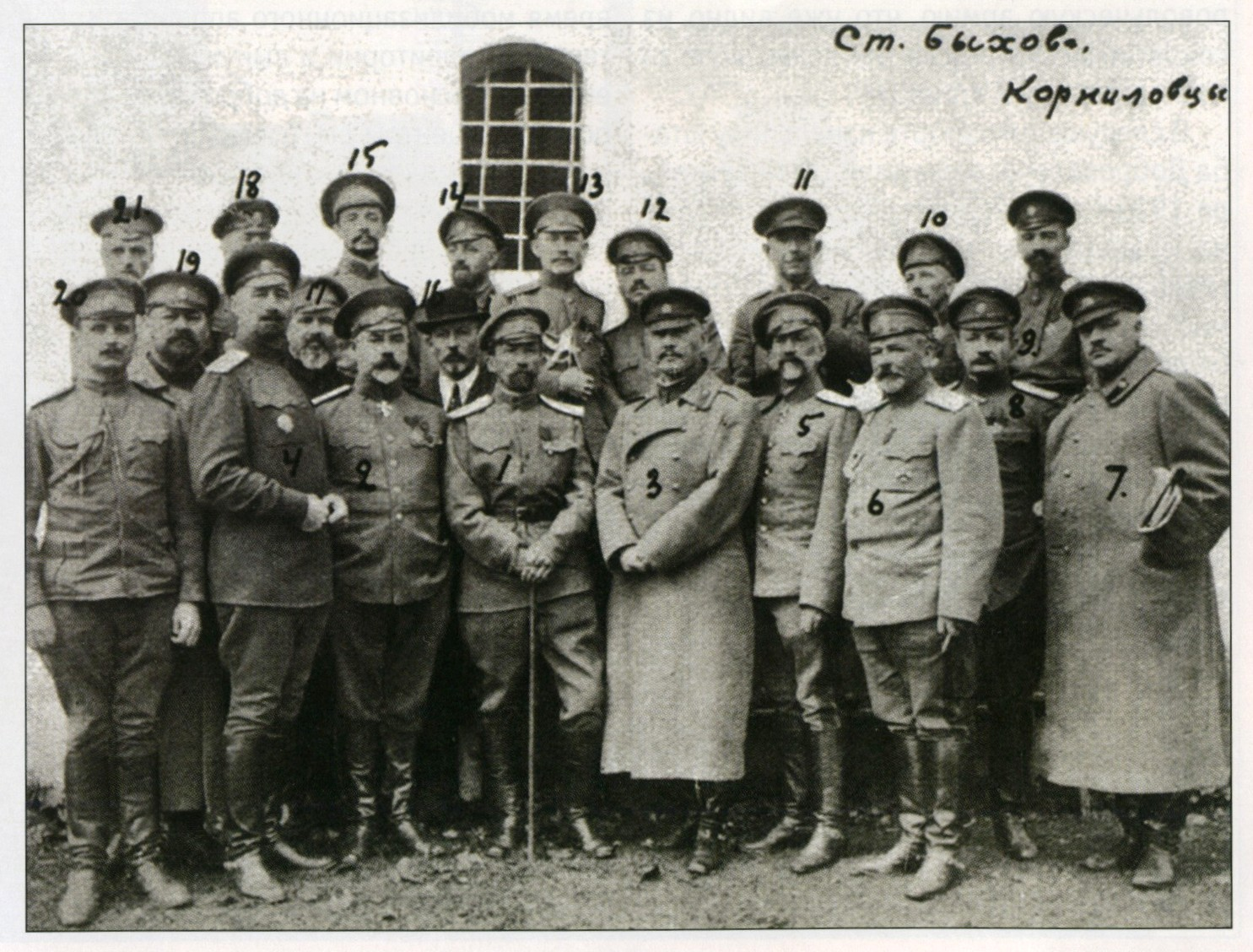
Kornílov y sus seguidores entre los altos oficiales, en su arresto en Býjov tras el fallido golpe de Estado

Tras su fallido golpe de Estado en septiembre de 1917, Kornílov fue sentenciado a arresto domiciliario y encerrado en el abandonado monasterio católico de Býjov, junto con el resto de los mandos conjurados. Tras la Revolución de Octubre, uno de los miembros de la comisión investigadora del golpe ordenó por su cuenta la liberación de los detenidos; Kornílov marchó con su guardia personal de soldados de Asia Central hacia el territorio de los cosacos del Don pero, ante los continuos choques, tuvo que desbandar la unidad y continuar la marcha hacia el Don disfrazado de soldado en un tren lleno de desertores.
Colaboró junto con Alekséiev y Denikin en la formación del contrarrevolucionario Ejército de Voluntarios, que pasó a dirigir. Superado en número por el enemigo, hubo de abandonar Rostov del Don y marchar hacia Ekaterinodar. Murió en las cercanías de esta ciudad el 13 de abril de 1918, cuando se disponía a asaltarla, debido a un obús de la artillería soviética que alcanzó la vivienda desde la que preparaba el ataque. Su pérdida, junto con la muerte poco después de Alekséiev, supuso un duro golpe para la causa antibolchevique.